# Captain Nova
Captain Nova (bra: Capitã Nova) é um filme de ficção científica neerlandês de 2021 dirigido por Maurice Trouwborst. O filme teve um lançamento limitado no cinema devido à pandemia de COVID-19 e foi lançado mundialmente na Netflix em 2022.

## Enredo
No ano de 2050, a Terra se tornou um mundo distópico devido a um desastre ambiental devastador. O piloto de caça Nova viaja no tempo através de um buraco de minhoca para evitar essa catástrofe ambiental. O imprevisível efeito colateral da viagem no tempo torna Nova jovem novamente e cai na Terra aos doze anos no ano de 2025.

## Elenco
- Anniek Pheifer como Nova (aos 37 anos)
  - Kika van de Vijver como  Nova (aos 12 anos)
- Hannah van Lunteren como  Claire
- Joep Vermolen como Koen
- Yahya Gaier como Nas (aos 40 anos)
  - Marouane Meftah como Nas (aos 15 anos)
- Pierre Bokma como Valk Senior
- Robbert Bleij como  Simon Valk jr. (aos 35 anos)
  - Harry van Rijthoven como Simon Valk jr. (aos 60 anos)
- Steef Cuijpers como Dave
- Ricky Koole como  Marjan
- Ergun Simsek como  Altan Aslan
- Sander van de Pavert como Flugroboter ADD